# 128242 Smahel
128242 Smahel este o planetă minoră (asteroid) din centura de asteroizi. A fost descoperită pe 22 septembrie 2003 la Observatorul Kleť de Miloš Tichý⁠(d). 
Obiectul prezintă o orbită caracterizată de o semiaxă mare de 2,7323031451759 UAi, o excentricitate de 0,042195888121562, o înclinație de 1,0811713048392 ° în raport cu ecliptica.